# 8466 Leyrat
8466 Leyrat è un asteroide della fascia principale. Scoperto nel 1981, presenta un'orbita caratterizzata da un semiasse maggiore pari a 2,5842662 UA e da un'eccentricità di 0,2196363, inclinata di 2,45540° rispetto all'eclittica.